# Bertrand Layec
Bertrand Layec (født 3. juli 1965 i Vannes) er en fransk tidligere fodbolddommer. Han har dømt fodbold siden 1981, og har siden 1998 dømt i Ligue 1 og blev i 2002 FIFA-dommer.
Han dømte sin sidste kamp den sidste dag i 2009-10 sæsonen i Ligue 1 og er i dag præsident ofr Direction Nationale de L'Arbitrage (DNA).

## Statistik pr. 6. oktober 2007
- 74 kampe i Ligue 1
- 9 kampe i UEFA-cupen
- 7 kampe i Champions League